# St. Paul Park
St. Paul Park – miasto w Stanach Zjednoczonych, w stanie Minnesota, w hrabstwie Washington.